# Ted Sandstedt
Ted Ove Sandstedt, född 17 september 1956 i Lammhult, Aneboda församling, Småland, är en svensk sångarevangelist, musiker och missionspastor.
Ted Sandstedt växte upp i Lammhult, Växjö och Eksjö. Han reste under många år som sångarevangelist med kusinen Nenne Lindberg. Sandstedt har även arbetat inom LP-stiftelsen och som musiklärare på Viebäcks folkhögskola. Tillsammans med en bror startade han 1990 ett antikvariat, som numera fungerar främst som en postorderfirma. Ted Sandstedt är sedan 2008 pastor i Anneberg, Solberga och Flisby missionsförsamlingar i Nässjö kommun. Sandstedt har även medverkat i TV.
Sandstedt är systerson till väckelsepredikanten Målle Lindberg samt kusin till musikern Siwert Lindberg och tältmötesarrangören och evangelisten Nenne Lindberg.

## Diskografi i urval
- 1985 - Nenne & Ted: Ett steg
- 1986 - Ted Sandstedt: Ensam i ett regn
- 1988 - Ted Sandstedt: A Lonely heart
- 1995? - Nenne & Ted: Country Gospel
- 1999 - Ted Sandstedt: Hjärtats sånger
- 2001 - Ted Sandstedt: Sånger längs vägen
- 2004 - Ted Sandstedt: En vandrares väg
- 2006 - Ted Sandstedt: Mest av allt, sånger från 60-talet
- 2009? - Nenne & Ted: Nya Perspektiv
- 20?? - Nenne & Ted: År som gått (Samlings-CD)